# Ель-Гастор
Ель-Гастор (ісп. El Gastor) — муніципалітет в Іспанії, у складі автономної спільноти Андалусія, у провінції Кадіс. Населення — 1851 особа (2010).
Муніципалітет розташований на відстані близько 420 км на південь від Мадрида, 95 км на схід від Кадіса.
На території муніципалітету розташовані такі населені пункти: (дані про населення за 2010 рік)
- Арройомолінос: 10 осіб
- Ера-де-ла-Вінья: 35 осіб
- Ель-Гастор: 1678 осіб
- Ель-Хараль: 98 осіб
- Вентас-Нуевас: 30 осіб

## Демографія
Динаміка населення (INE ):

## Галерея зображень

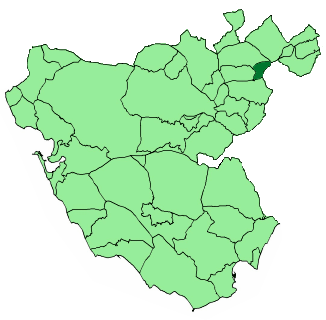
Розташування муніципалітету у провінції Кадіс
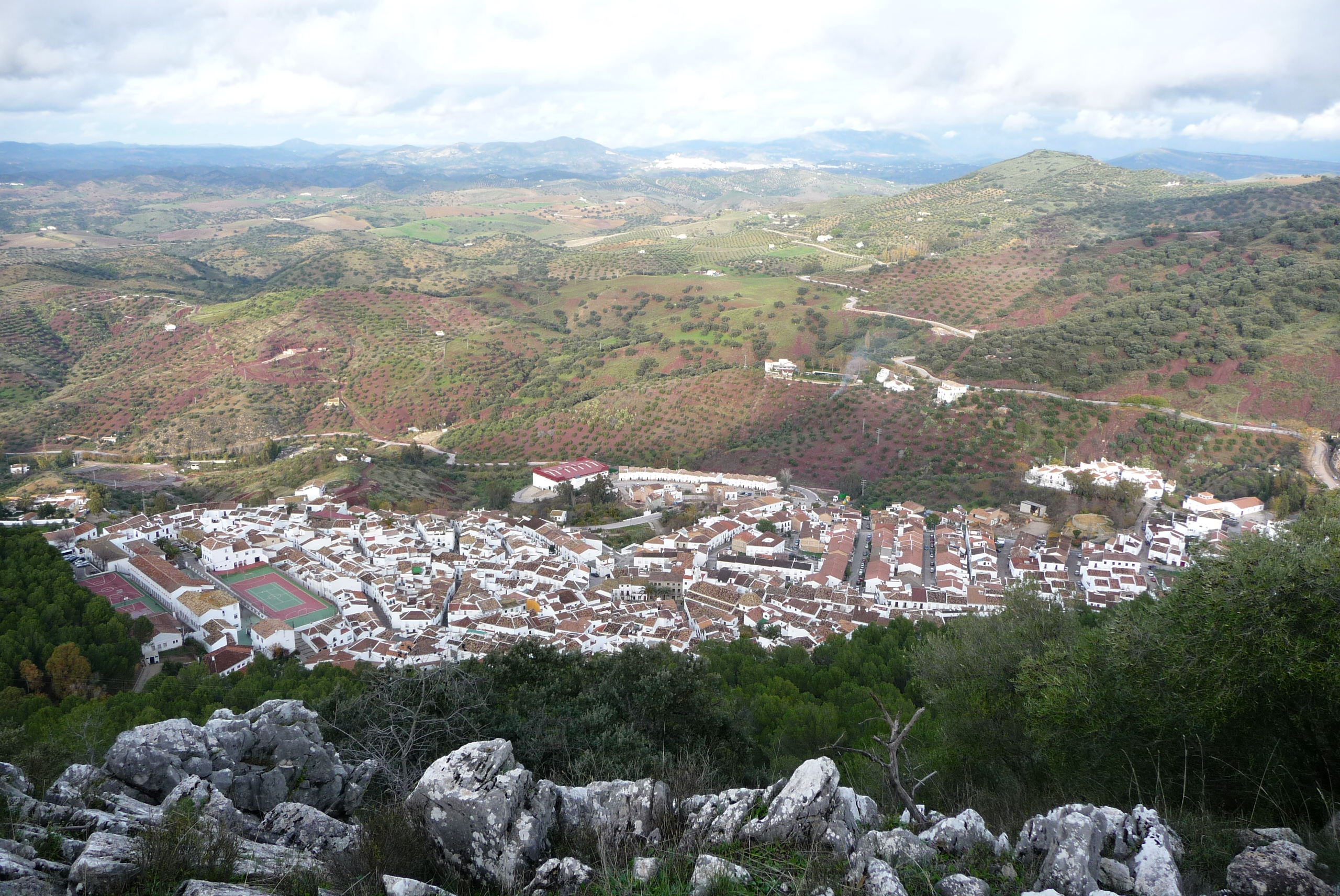
Ель-Гастор
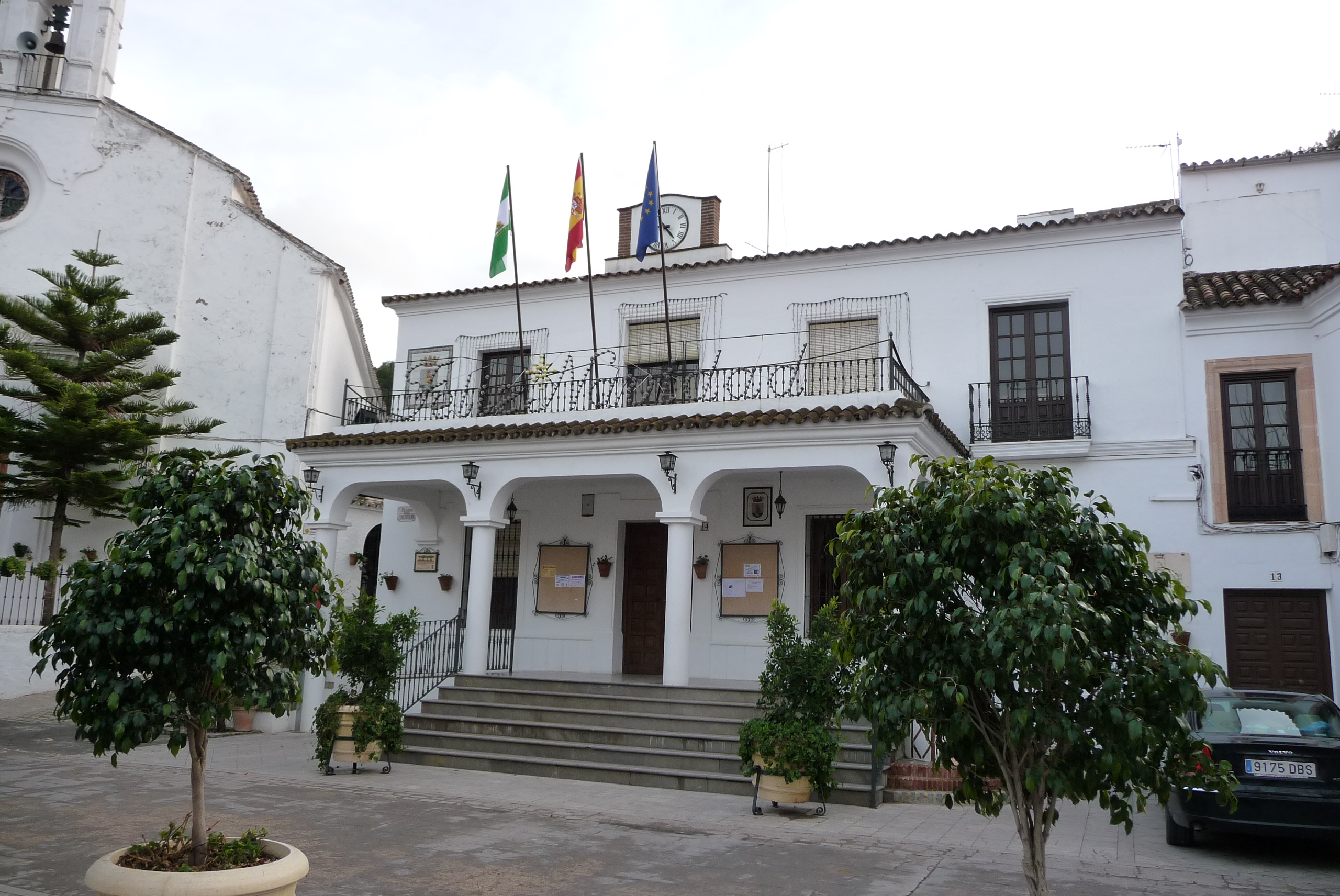
Муніципальна рада
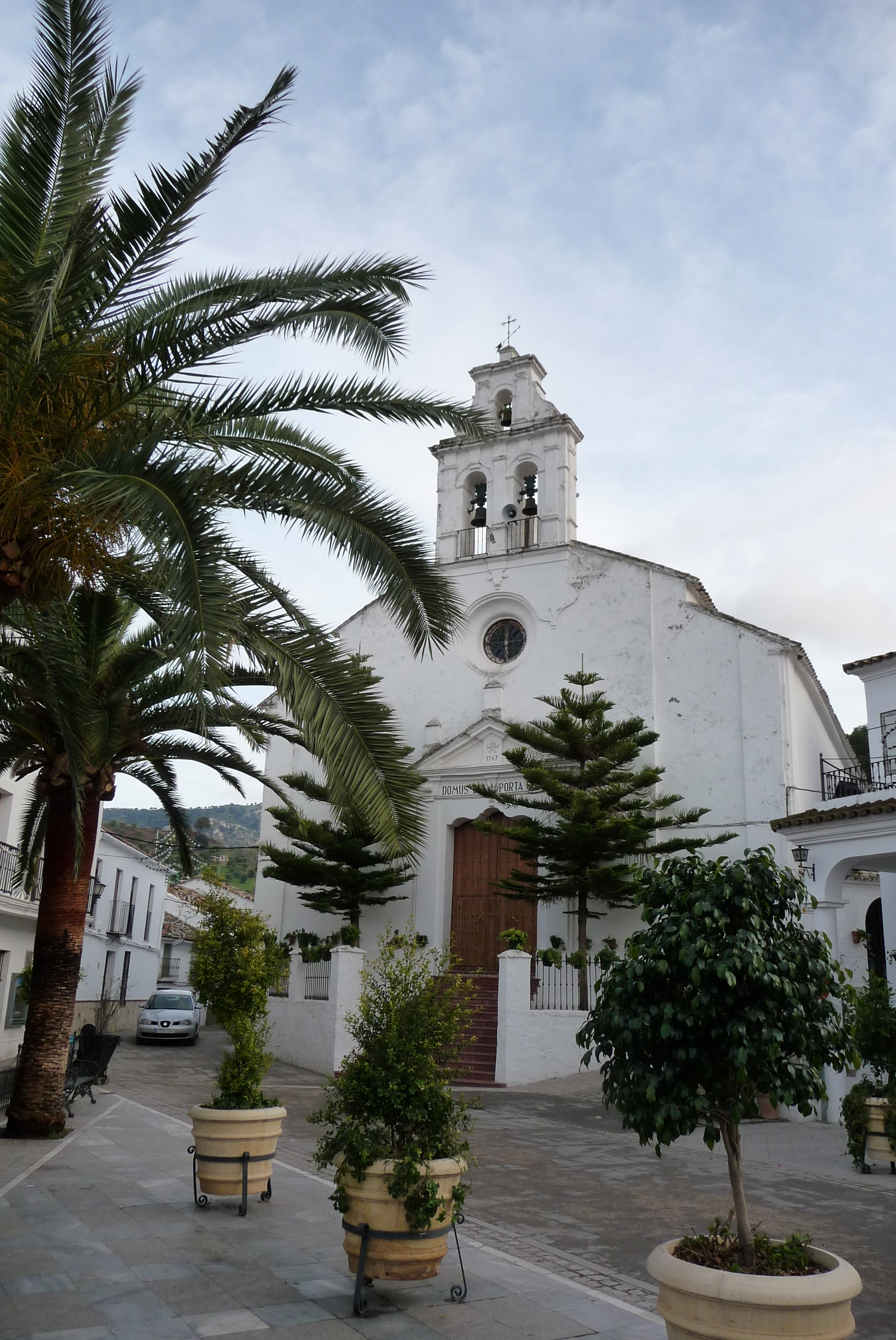
Церква